# 2076 Levin
2076 Levin è un asteroide della fascia principale. Scoperto nel 1974, presenta un'orbita caratterizzata da un semiasse maggiore pari a 2,2736488 UA e da un'eccentricità di 0,1522374, inclinata di 4,99005° rispetto all'eclittica.
È intitolato all'astronomo russo Boris Julevič Levin.